# ماری درسلر
ماری درسلر (انگلیسی: Marie Dressler؛ زاده ۹ نوامبر ۱۸۶۸ درگذشته ۲۸ ژوئیهٔ ۱۹۳۴) یک هنرپیشه اهل ایالات متحده آمریکا بود. وی بین سال‌های ۱۸۹۲ تا ۱۹۳۴ میلادی فعالیت می‌کرد.

## زندگینامه
لیلا ماری کوئربر (انگلیسی: Leila Marie Koerber) در ۹ نوامبر ۱۸۶۸ در سنتا باربارا، کالیفرنیا، ایالات متحده آمریکا زاده شد و در	۲۸ ژوئیه ۱۹۳۴ در سن ۶۵ سالگی در کوبورگ، انتاریو، کانادا درگذشت و در آرامگاه فارست لان مموریال پارک به خاک سپرده شد

## جوایز
- جایزه اسکار بهترین بازیگر نقش اول زن (۱۹۳۱)

## فیلم‌شناسی
- عشق جریحه‌دار شده تیلی (۱۹۱۴)
- آنا کریستی (۱۹۳۰)
- مین و بیل (۱۹۳۰)
- اما (۱۹۳۲)
- ویلسون (۱۹۴۴)
- بانوی الهی (۱۹۲۹)
- نمایش هالیوود ۱۹۲۹ (۱۹۲۹)
- کاهش (۱۹۳۱)
- سیاست (۱۹۳۱)